# Stratov
Stratov (en allemand : Stratow) est une commune du district de Nymburk, dans la région de Bohême-Centrale, en République tchèque. Sa population s'élevait à 625 habitants en 2020.

## Géographie
Stratov se trouve à 6 km à l'est de Lysá nad Labem, à 10 km à l'ouest de Nymburk et à 37 km ) l'est-nord-est de Prague.
La commune est limitée par Milovice au nord, par Kostomlaty nad Labem à l'est, par Ostrá au sud, et par Lysá nad Labem à l'ouest.

## Histoire
La première mention écrite de la localité date de 1357.

## Galerie

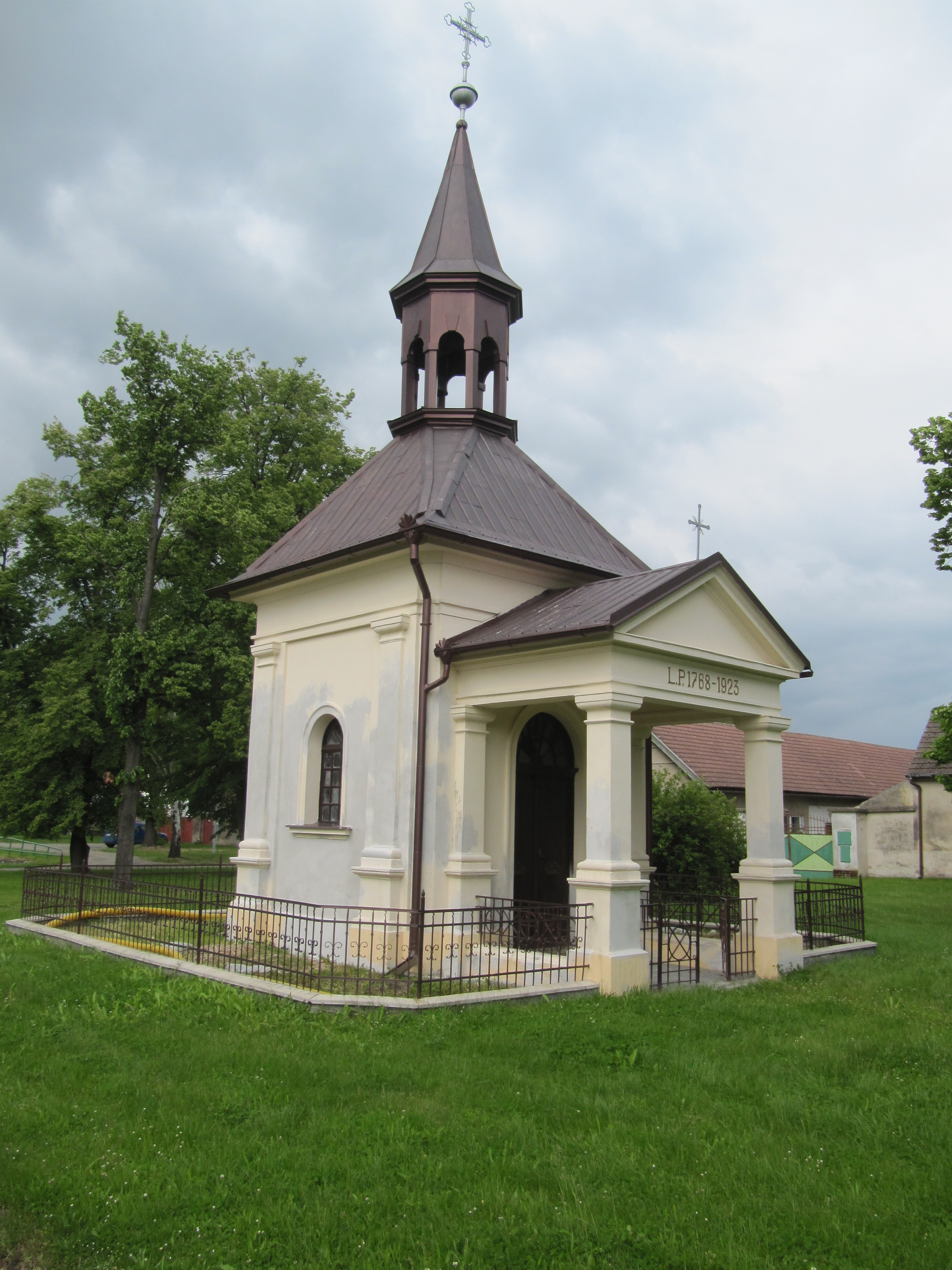
Chapelle de la Sainte-Trinité à Stratov.
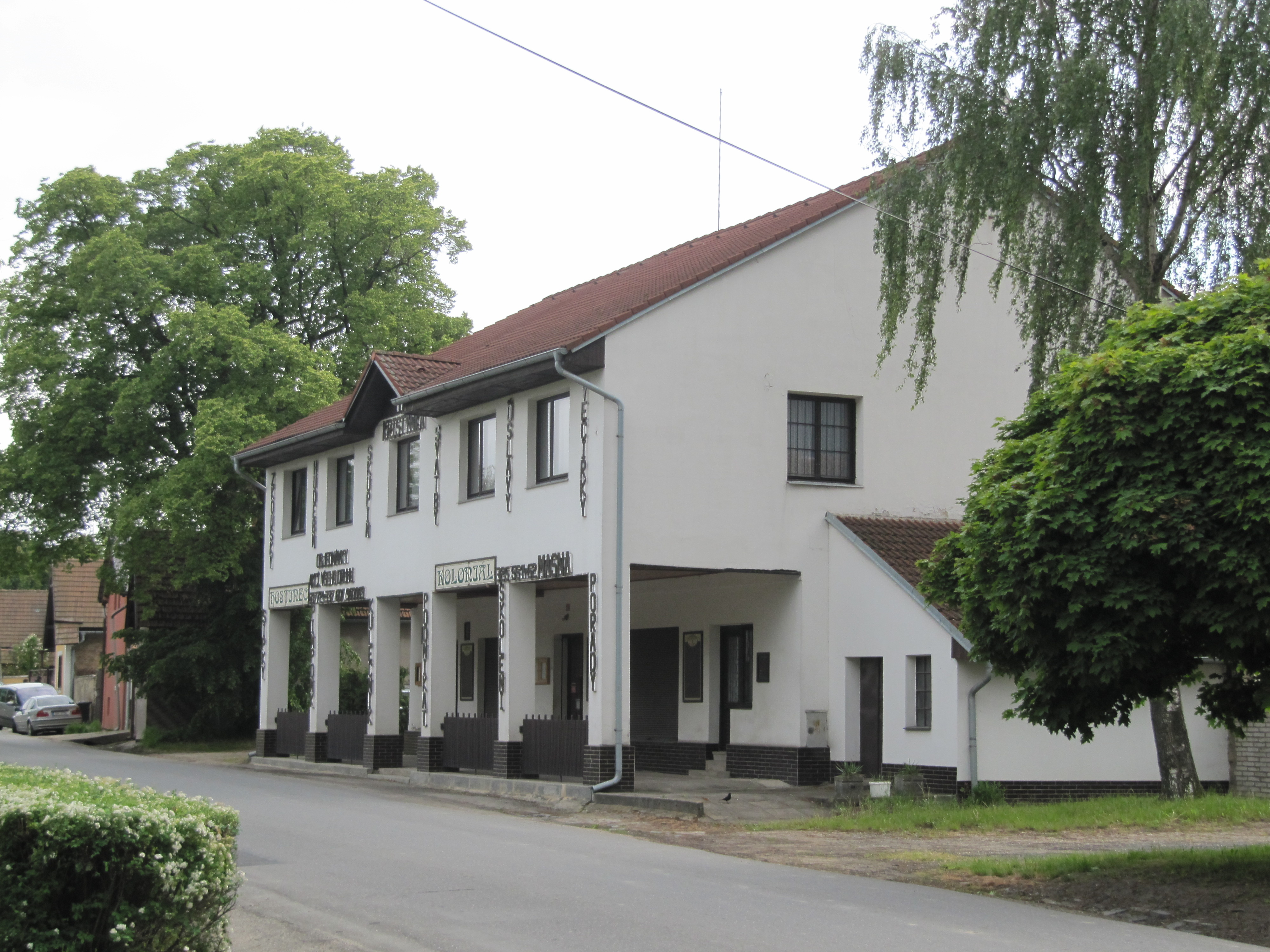
Boutiques à Stratov.